# Симвулиди, Алкивиад Иванович
Алкивиад Иванович Симвулиди (1908 год, село Дагва, Батумский уезд, Батумская область, Российская империя — 25 января 1986 года, село Дагва, Кобулетский район, Аджарская АССР, Грузинская ССР) — бригадир колхоза имени Ворошилова Дагвинского сельсовета Кобулетского района Аджарской АССР, Грузинская ССР. Герой Социалистического Труда (1951).

## Биография
Родился в 1906 году в крестьянской семье в селе Дагва Батумского уезда. В 1930-х годах вступил в колхоз имени Ворошилова, председателем которого с 1933 года был Христо Лавасас. В послевоенное время возглавлял колхозную бригаду № 5, которая состояла из четырёх звеньев. В каждом звене трудились 14 — 16 колхозников. За бригадой было закреплено более 20 гектаров различных насаждений, из которых более половины была чайная плантация. Каждое звено бригады обслуживало по 3 — 5 гектаров чайных насаждений и по 1,5 — 2 гектара цитрусового сада. Бригада Алкивиада Симвуалиди соревновалась с другой колхозной бригадой, которую возглавлял Георгий Полихронович Павлиди (удостоен звания Героя Социалистического Труда в ноябре 1951 года).
За выдающиеся трудовые результаты по итогам 1948 года был награждён Орденом Ленина. В августе 1949 года трое звеньевых его бригады Стилиан Иванович Салвариди, Калиопи Анестиевна Павлиди и София Дмитриевна Симвулиди были удостоены звания Героя Социалистического Труда.
В 1950 году бригада под его руководством собрала в среднем с каждого гектара по 7604,2 килограмм сортового зелёного чайного листа с площади 11,3 гектара. Указом Президиума Верховного Совета СССР от 1 сентября 1951 года удостоен звания Героя Социалистического Труда за «получение в 1950 году высоких урожаев сортового зелёного чайного листа» с вручением ордена Ленина и золотой медали «Серп и Молот» (№ 6156).
Этим же указом званием Героя Социалистического Труда был награждён звеньевой его бригады Харалампий Еврепидович Симеониди.
Проживал в родной деревне Дагва Кобулетского района. Скончался в январе 1986 года. Похоронен на местном сельском кладбище.
Награды
- Герой Социалистического Труда
- Орден Ленина — дважды (29.08.1949; 1951)